# Montana (album)
Montana è il terzo album del rapper marocchino-statunitense French Montana, pubblicato nel 2019.

## Tracce
Side one
1. Montana – 3:26 – Prince 85, Harry Fraud, French Montana
2. Suicide Doors (featuring Gunna) – 3:33 – Harry Fraud
3. 50's & 100's (featuring Juicy J) – 2:41 – Juicy J
4. What It Look Like – 2:49 – Cool & Dre, French Montana, SAP
5. Lifestyle (featuring Kodak Black & Kevin Gates) – 2:41 – Cardo
6. Salam Alaykum – 4:07 – Harry Fraud, Mixx, French Montana
7. That Way – 2:14 – Couture, French Montana
8. Say Goodbye (featuring Belly) – 3:47 – Scorp, Harry Fraud, Mally Mall, French Montana
9. Coke Wave Boys (featuring Chinx & Max B) – 4:13 – Harry Fraud

Side two
1. Writing on the Wall (featuring Post Malone, Cardi B & Rvssian) – 3:21 – Louis Bell, Rvssian, Stephen McGregor
2. Out of Your Mind (featuring Swae Lee & Chris Brown) – 3:14 – Mally Mall
3. Wanna Be (featuring PartyNextDoor) – 3:22 – London on da Track
4. Twisted (featuring Juicy J, Logic & ASAP Rocky) – 4:22 – Juicy J
5. Hoop (featuring Quavo) – 3:11 – Mixx Maaly Raw
6. No Stylist (featuring Drake) – 3:09 – Hector Chaparro, London on da Track
7. Wiggle It (con Quality Control featuring City Girls) – 2:42 – Ben Billions, French Montana
8. Slide (featuring Blueface & Lil Tjay) – 3:06 – Ashton Vines, French Montana, MIXX
9. Saucy – 3:56 – Harry Fraud
10. No Shopping (featuring Drake) – 3:47 – Murda Beatz
11. Lockjaw (featuring Kodak Black) – 3:43 – Ben Billions, Yo Asel